# Saundersiops siestus
Saundersiops siestus là một loài ruồi trong họ Tachinidae.